# Валлин, Георг Август
Гео́рг А́вгуст Ва́ллин (Georg August Wallin; 1811—1852) — финский ориенталист и путешественник.
Родился на острове Аланде 24 октября 1811 года. Был доцентом восточных языков в Гельсингфорсе, потом 2 года занимался на восточном факультете в Петербурге и на средства Гельсингфорского университета 6 лет путешествовал по Аравии, Палестине, Персии и Сирии (1843—1849 гг.). Вернувшись на родину, он был профессором восточных языков в Гельсингфорсе, где умер 23 октября 1852 года. Его путевые заметки изданы Эльменгреном (4 т., Гельсингфорс, 1864—1866).